# زانديل ندلوفو
زانديل ندلوفو هي ناشطة بيئية وناشطة اجتماعية ومخرجة أفلام من جنوب إفريقيا، وهي أول مدربة غوص حر سوداء من البلاد. وهي مُؤسِّسة مُؤسَّسة (The Black Mermaid Foundation).
في نوفمبر 2023 تم إدراج ندلوفو في قائمة بي بي سي لأكثر 100 امرأة.

## السيرة الشخصية
نشأت ندلوفو في بلدة سويتو غير الساحلية المتاخمة لجوهانسبرج، لم تذهب أبدًا إلى حمام السباحة أو تتعلم السباحة عندما كانت طفلة صغيرة حتى بلغت الحادية عشرة من عمرها والتحقت بمدرسة متعددة الأعراق. كانت في السابق مستشارة تركزعلى المساواة والتنوع والشمول. تطور حبها للبحر بعد أن ذهبت إلى بالي بإندونيسيا وتجربة الغطس تحت الماء لأول مرة. أثناء تصفحها لموقع Instagram، اكتشفت رياضة الغوص الحر وأصبحت معتمدة كمدربة غوص. تعتبر ندلوفو أول مدربة غوص سوداء من جنوب أفريقيا، وكان يطلق عليها بمودة اسم "حورية البحر السوداء".
في عام 2020 أسست مؤسسة (Black Mermaid). وفي بلدة لانجا القريبة من كيب تاون بدأت العمل مع مجموعة مجتمعية، وعلمتهم كيفية السباحة والغطس أثناء وجودهم في الماء، كما نبهتهم إلى آثار النفايات البلاستيكية على الحياة البرية.

## إنجازاتها
- تحدي كيب يونيون مارت لأفلام المغامرات، الفائز بفئة صانع الأفلام الطموح.[6]
- جائزة حامل الشعلة 2021 (PADI).
- مكبر صوت تيدكس.[7]
- زميل جاكسون وايلد في صناعة الأفلام لعام 2021.[8]
- صانع العلامة التجارية كورونا والبشر الأحرار.[9]
- ظهرت على غلاف مجلة MSAFIRI – مجلة الخطوط الجوية الكينية إنفلايت (أكتوبر 2023).[10]
- بي بي سي 100 امرأة، 2023.[11]